# توماس إيفيسيون
توماس إيفيسيون (بالفرنسية: Thomas Ephestion)‏ (9 يونيو 1995 في فرنسا - ) هو لاعب كرة قدم فرنسي في مركز الوسط.

## روابط خارجية
- توماس إيفيسيون على موقع قاعدة بيانات كرة القدم.إي يو (الإنجليزية)
- توماس إيفيسيون على موقع ناشيونال فوتبول تيمز (الإنجليزية)
- توماس إيفيسيون على موقع Soccerway.com (الإنجليزية)